# Orehovo olje
Orehovo olje se pridobiva s stiskanjem plodov navadnega oreha (Juglans regia) in vsebuje  večkrat in enkrat nenasičene maščone kisline ter nasičene maščobe

## Sestava in uporaba
Kar 72 % vseh maščob v orehovem olju predstavljajo večkrat nenasičene maščobne kisline, med katerimi je okoli 14 % α-linolenske, 58 % linolne ter 13 % oleinske kisline. Poleg tega vsebuje še okoli 9 % nasičenih maščob. Olje vsebuje tudi vitamine A, C in E.
Olje je užitno in se uporablja tudi v prehrani, čeprav zaradi visoke cene ni v splošni uporabi. Uporablja se predvsem za pripravo hladnih solat, saj pregrevanje povzroči, da olje pogreni.
Uporablja se tudi v tradicionalni medicini ter v kozmetični industriji. Pogosto se ga uporablja za krepitev las in preprečevanje cepljenja lasnih konic.
V preteklosti je bilo orehovo olje eno najpomembnejših olj, ki so jih uporabljali renesančni slikarji. Priljubljeno je bilo zaradi hitrega sušenja, pa tudi zato, ker posušeno ni dobilo tumenkastega pridiha. Z orehovim oljem so tako mešali barve, uporabljali pa so ga tudi za čiščenje čopičev in redčilo za barve.
Orehovo olje se občasno uporablja tudi v mizarstvu, predvsem takrat, ko želijo mizarji zaščititi les, ki bo prišel v stik s hrano. Včasih orehovo olje mešajo s čebeljim voskom v razmerju 1:3.